# Nagroda Goldmanów
Nagroda Goldmanów – nagroda przyznawana przez Fundację Ochrony Środowiska Goldmanów, osobom indywidualnym działającym na rzecz ochrony środowiska. Jest to najważniejsza światowa nagroda w dziedzinie ochrony środowiska, nazywana ekologicznym Noblem. Nagroda ufundowana została przez działaczy społecznych i filantropów Richarda i Rhodę Goldmanów w 1990 roku.
Przyznawana jest corocznie przedstawicielom każdego z sześciu zamieszkanych kontynentów. Zwycięzcy nagrody Goldmanów w dziedzinie ochrony środowiska wybierani są przez międzynarodowe jury na podstawie nominacji zgłaszanych przez ogólnoświatową sieć organizacji ochrony środowiska i osoby indywidualne. Po około pięciu miesiącach zostaje wyłoniona grupa zwycięzców, z których każdy otrzymuje nagrodę w wysokości 150 tys. dolarów.
Polskimi laureatami tej nagrody są Jadwiga Łopata w 2002 roku, współdyrektor Międzynarodowej Koalicji dla Ochrony Polskiej Wsi (International Coalition to Protect the Polish Countryside, ICPPC) oraz Małgorzata Górska w 2010, działaczka Ogólnopolskiego Towarzystwa Ochrony Ptaków, koordynatorka kampanii w obronie Doliny Rospudy zagrożonej planami budowy drogi ekspresowej Via Baltica.

## Kontrowersje
Decyzje jury w sprawie nagrodzonych w niektórych kręgach budzą spore kontrowersje. Przykładem mogą być przedstawiciele Ameryki Południowej, nagrodzeni w 2008 r.: Luis Yanza i Pablo Fajardo. Wnieśli oni pozew przeciwko koncernowi paliwowemu Chevron, oskarżając go o zanieczyszczenie rejonów Ekwadoru, na których prowadził swoje inwestycje oraz spowodowanie pogorszenia się stanu zdrowia okolicznych mieszkańców. Przedsiębiorstwo nie przyznaje się do winy, zarzucając skarżącym kierowanie się pobudkami czysto finansowymi i fabrykowanie doniesień o stanie zdrowia mieszkańców, a także wspieranie państwowego koncernu – Petroecuadoru.

## Zdobywcy nagrody
Źródło:

### 1990
- Robert Brown (Australia)
- Lois Gibbs (Stany Zjednoczone)
- Janet Gibson (Belize)
- Harrison Ngau Laing (Malezja)
- János Vargha (Węgry)
- Michael Werikhe (Kenia)

### 1991
- Wangari Muta Maathai (Kenia)
- Eha Kern & Roland Tiensuu (Szwecja)
- Evaristo Nugkuag (Peru)
- Yoichi Kuroda (Japonia)
- Samuel LaBudde (Stany Zjednoczone)
- Cath Wallace (Nowa Zelandia)

### 1992
- Jeton Anjain (Wyspy Marshalla)
- Medha Patkar (Indie)
- Wadja Egnankou (Wybrzeże Kości Słoniowej)
- Christine Jean (Francja)
- Colleen McCrory (Kanada)
- Carlos Alberto Ricardo (Brazylia)

### 1993
- Margaret Jacobsohn & Garth Owen-Smith (Namibia)
- Juan Mayr (Kolumbia)
- Dai Qing (Chiny)
- John Sinclair (Australia)
- JoAnn Tall (Stany Zjednoczone)
- Sviatoslav Zabelin (Rosja)

### 1994
- Matthew Coon Come (Kanada)
- Tuenjai Deetes (Tajlandia)
- Laila Iskander Kamel (Egipt)
- Luis Macas (Ekwador)
- Heffa Schücking (Niemcy)
- Andrew Simmons (Saint Vincent i Grenadyny)

### 1995
- Aurora Castillo (Stany Zjednoczone)
- Choi Yul (Korea Południowa)
- Noah Idechong (Palau)
- Emma Must (Anglia)
- Ricardo Navarro (Salwador)
- Ken Saro-Wiwa (Nigeria)

### 1996
- Ndyakira Amooti (Uganda)
- Bill Ballantine (Nowa Zelandia)
- Edwin Bustillos (Meksyk)
- M.C. Mehta (Indie)
- Marina Silva (Brazylia)
- Albena Simeonova (Bułgaria)

### 1997
- Nick Carter (Zambia)
- Loir Botor Dingit (Indonezja)
- Alexander Nikitin (Rosja)
- Juan Pablo Orrego (Chile)
- Fuiono Senio & Paul Alan Cox (Samoa)

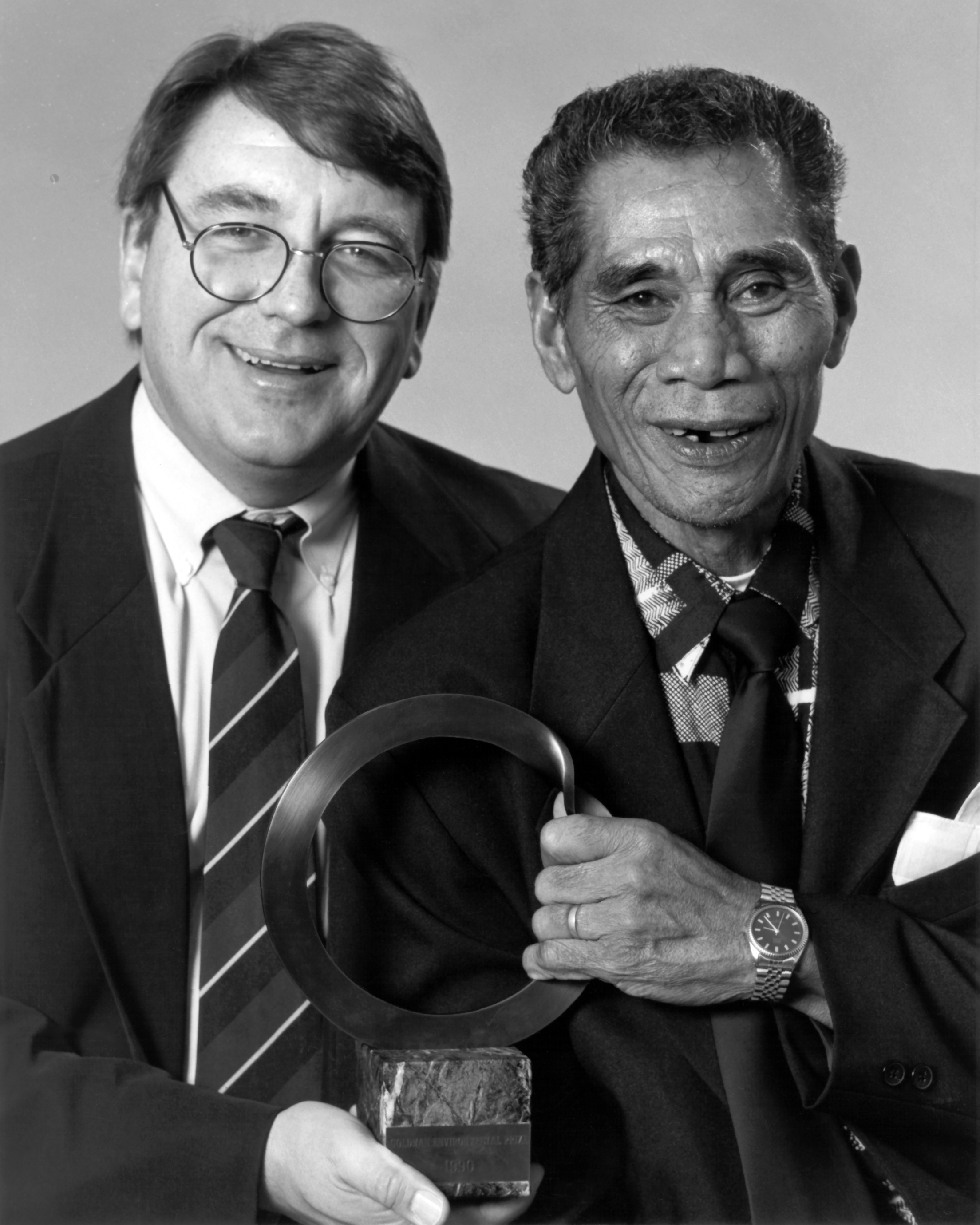
Paul Alan Cox (po lewej) i Fuiono Senio (po prawej) zdobyli Nagrodę Goldmanów w 1997 roku za wysiłki w zakresie ochrony terenu Falealupo w państwie Samoa. Ich praca później doprowadziła do założenia organizacji Seacology.

- Terri Swearingen (Stany Zjednoczone)

### 1998
- Anna Giordano (Włochy)
- Kory Johnson (Stany Zjednoczone)
- Berito Kuwaru'wa (Kolumbia)
- Atherton Martin (Dominika)
- Sven „Bobby” Peek (Południowa Afryka)
- Hirofumi Yamashita (Japonia)

### 1999
- Jacqui Katona i Yvonne Margarula (Australia)
- Michal Kravčík (Słowacja)
- Bernard Martin (Kanada)
- Samuel Nguiffo (Kamerun)
- Jorge Varela (Honduras)
- Ka Hsaw Wa (Burma)

### 2000
- Oral Ataniyazova (Uzbekistan)
- Elias Diaz Peña i Oscar Rivas (Paragwaj)
- Vera Mischenko (Rosja)
- Rodolfo Montiel Flores (Meksyk)
- Alexander Peal (Liberia)
- Nat Quansah (Madagaskar)

### 2001
- Jane Akre i Steve Wilson (Stany Zjednoczone)
- Yosepha Alomang (Indonezja)
- Giorgos Catsadorakis i Myrsini Malakou (Grecja)
- Oscar Olivera (Boliwia)
- Eugène Rutagarama (Rwanda)
- Bruno Van Peteghem (Nowa Kaledonia)

### 2002
- Pisit Charnsnoh (Tajlandia)

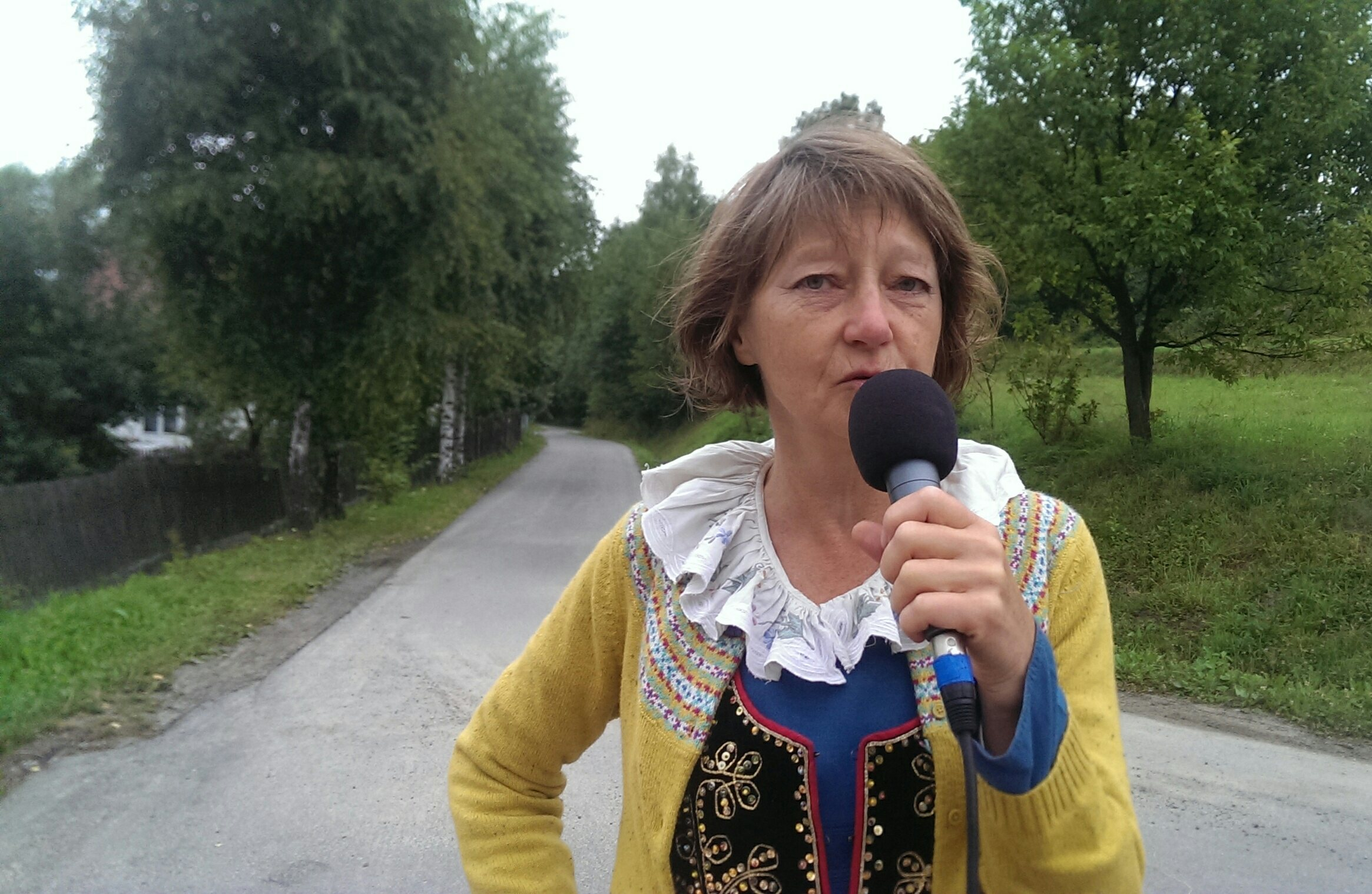
Jadwiga Łopata

- Sarah James & Jonathon Solomon (Stany Zjednoczone)
- Fatima Jibrell (Somalia)
- Alexis Massol-González (Portoryko)
- Norma Kassi (Kanada)
- Jean La Rose (Gujana)
- Jadwiga Łopata (Polska)

### 2003
- Julia Bonds (Stany Zjednoczone)
- Pedro Arrojo-Agudo (Hiszpania)
- Eileen Kampakuta Brown i Eileen Wani Wingfield (Australia)
- Von Hernandez (Filipiny)
- Maria Elena Foronda Farro (Peru)
- Odigha Odigha (Nigeria)

### 2004
- Rudolf Amenga-Etego (Ghana)
- Rashida Bee (Indie)
- Libia Grueso (Kolumbia)
- Manana Kochladze (Gruzja)
- Demetrio do Amaral de Carvalho (Timor Wschodni)
- Margie Richard (Stany Zjednoczone)

### 2005
- Isidro Baldenegro López (Meksyk)
- Kajsza Atachanowa (Kazakstan)
- Jean-Baptiste Chavannes (Haiti)
- Stephanie Danielle Roth (Rumunia)
- Corneille Ewango (Kongo)
- José Andrés Tamayo Cortez (Honduras)

### 2006
- Silas Kpanan’ Siakor (Liberia)
- Yu Xiaogang (Chiny)
- Olya Melen (Ukraina)
- Anne Kajir (Papua-Nowa Gwinea)
- Craig E. Williams (Kentucky)
- Tarcisio Feitosa da Silva (Brazylia)

### 2007
- Sophia Rabliauskas (Kanada)
- Hammerskjoeld Simwinga (Zambia)
- Tsetsgeegiin Mönkhbayar (Mongolia)
- Julio Cusurichi Palacios (Peru)
- Willie Corduff (Irlandia)
- Orri Vigfússon (Islandia)

### 2008
- Pablo Fajardo i Luis Yanza (Ekwador)
- Jesus Leon Santos (Meksyk)
- Rosa Hilda Ramos (Portoryko)
- Feliciano dos Santos (Mozambik)
- Marina Rikhvanova (Rosja)
- Ignace Schops (Belgia)

### 2009
- Maria Gunnoe (Stany Zjednoczone)
- Marc Ona (Gabon)
- Rizwana Hasan (Bangladesz)
- Olga Speranskaya (Rosja)
- Yuyun Ismawati (Indonezja)
- Wanze Eduards i Hugo Jabini (Surinam)

### 2010

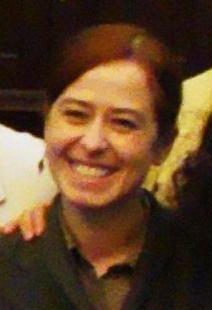
Małgorzata Górska

- Thuli Brilliance Makama (Suazi)
- Tuy Sereivathana (Kambodża)
- Małgorzata Górska (Polska)
- Humberto Ríos Labrada (Kuba)
- Lynn Henning (Stany Zjednoczone)
- Randall Arauz (Kostaryka)

### 2011
- Raoul du Toit (Zimbabwe)
- Dmitry Lisitsyn (Rosja)
- Ursula Sladek (Niemcy)
- Prigi Arisandi (Indonezja)
- Hilton Kelley (Stany Zjednoczone)
- Francisco Pineda (Salwador)

### 2012
- Ikal Angelei (Kenia)
- Ma Jun (Chiny)
- Yevgeniya Chirikova (Rosja)
- Edwin Gariguez (Filipiny)
- Caroline Cannon (Stany Zjednoczone)
- Sofia Gatica (Argentyna)

### 2013
- Azzam Alwash (Irak)
- Aleta Baun (Indonezja)
- Jonathan Deal (Południowa Afryka)
- Rossano Ercolini (Włochy)
- Nohra Padilla (Kolumbia)
- Kimberly Wasserman (Stany Zjednoczone)

### 2014
- Desmond D'Sa (Południowa Afryka)
- Ramesh Agrawal (Indie)
- Suren Gazaryan (Rosja)
- Rudi Putra (Indonezja)
- Helen Slottje (Stany Zjednoczone)
- Ruth Buendia (Peru)

### 2015
- Myint Zaw (Mjanma)
- Marilyn Baptiste (Kanada)
- Jean Wiener (Haiti)
- Phyllis Omido (Kenia)
- Howard Wood (Szkocja)
- Berta Cáceres (Honduras)

### 2016
- Máxima Acuña (Peru)
- Zuzana Čaputová (Słowacja)
- Luis Jorge Rivera Herrera (Portoryko)
- Edward Loure (Tanzania)
- Leng Ouch (Kambodża)
- Destiny Watford (Stany Zjednoczone)

### 2017
- Uroš Macerl (Słowenia)
- Prafulla Samantara (Indie)
- mark! Lopez (Stany Zjednoczone)
- Rodrigo Tot (Gwatemala)
- Rodrigue Mugaruka Katembo (DR Kongo)
- Wendy Bowman (Australia)

### 2018
- Claire Nouvian (Francja)
- Manny Calonzo (Filipiny)
- Khanh Nguy Thi (Wietnam)
- LeeAnne Walters (Stany Zjednoczone)
- Makoma Lekalakala, Liz McDaid (RPA)
- Francia Márquez (Kolumbia)

### 2019
- Alberto Curamil (Chile)
- Linda Garcia (Stany Zjednoczone)
- Jacqueline Evans (Wyspy Cooka)
- Ana Čolović Lešoska (Macedonia Północna)
- Bayarjargal Agvaantseren (Mongolia)
- Alfred Brownell (Liberia)

### 2020
- Chibeze Ezekiel (Ghana)
- Leydy Pech (Meksyk)
- Kristal Ambrose (Bahamy)
- Paul Sein Twa (Mjanma)
- Lucie Pinson (Francja)
- Nemonte Nenquimo (Ekwador)

### 2021
- Liz Chicaje (Peru)
- Gloria Majiga-Kamoto (Malawia)
- Maida Bilal (Bośnia i Hercegowina)
- Sharon Lavigne (Stany Zjednoczone)
- Thai Van Nguyen (Wietnam)
- Kimiko Hirata (Japonia)

### 2022
- Chima Williams (Nigeria)
- Niwat Roykaew (Tajlandia)
- Marjan Minnesma (Holandia)
- Julien Vincent (Australia)
- Nalleli Cobo (Stany Zjednoczone)
- Alex Lucitante and Alexandra Narváez Trujillo (Ekwador)

### 2023
- Zafer Kızılkaya (Turcja)
- Alessandra Korap Munduruku (Brazylia)
- Chilekwa Mumba (Zambia)
- Tero Mustonen (Finlandia)
- Delima Silalahi (Indonezja)
- Diane Wilson (Stany Zjednoczone)

### 2024
- Sinegugu Zukulu and Nonhle Mbuthuma (Republika Południowej Afryki)
- Alok Shukla (Indie)
- Teresa Vicente (Hiszpania)
- Murrawah Maroochy Johnson (Australia)
- Andrea Vidaurre (Stany Zjednoczone)
- Marcel Gomes (Brazylia)